# Pierre-Châtel
Pierre-Châtel is een gemeente in het Franse departement Isère (regio Auvergne-Rhône-Alpes). De plaats maakt deel uit van het arrondissement Grenoble. Pierre-Châtel telde op 1 januari 2022 1.485 inwoners. 

## Geografie
De oppervlakte van Pierre-Châtel bedroeg op 1 januari 2022 11,48 vierkante kilometer; de bevolkingsdichtheid was toen 129,4 inwoners per km².

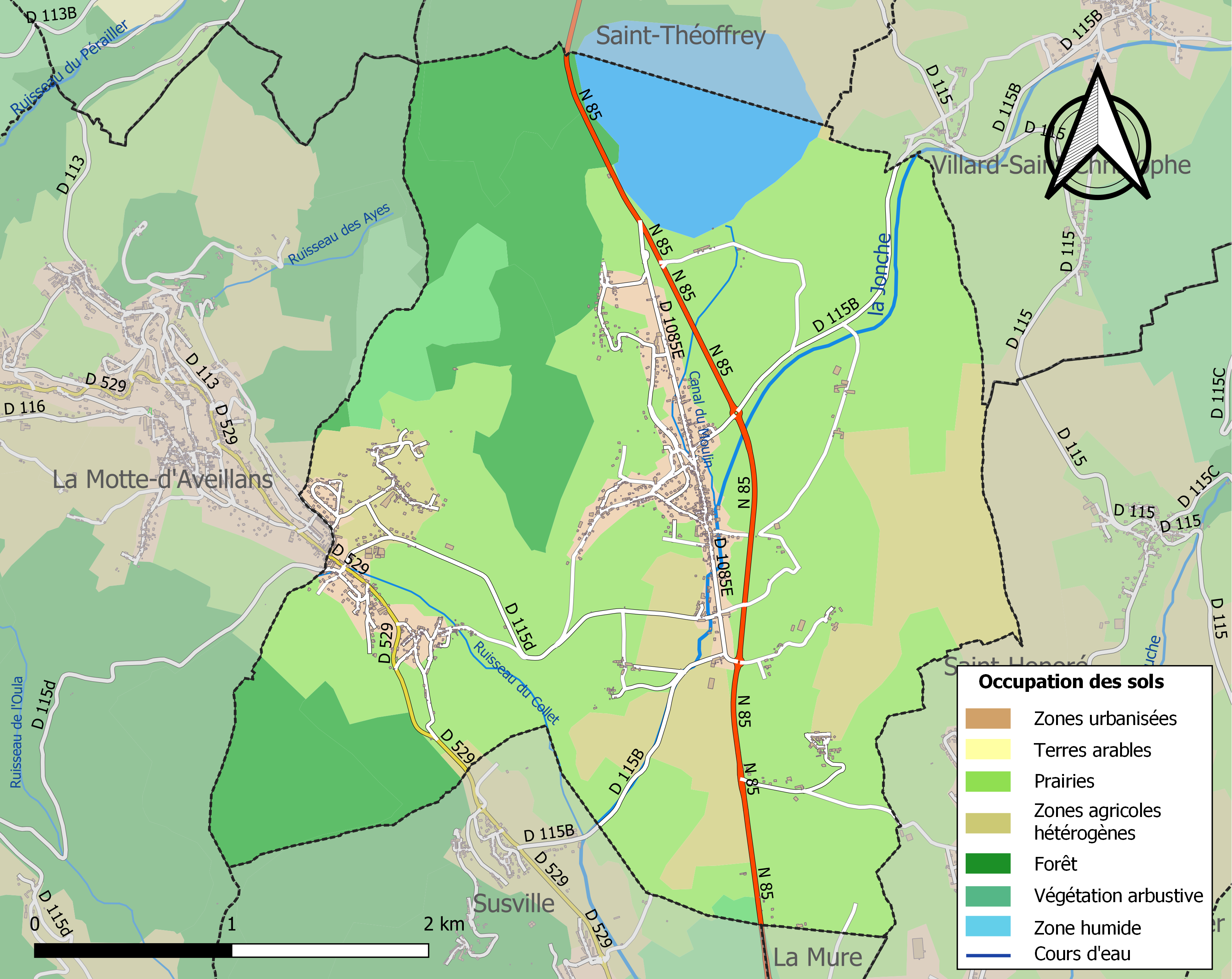
Kaart van de gemeente met de belangrijkste infrastructuur, bodemgebruik en omliggende gemeenten

## Demografie
Onderstaande figuur toont het verloop van het inwonertal (bron: INSEE-tellingen).